# Sisyrnodytes niveipilosus
Sisyrnodytes niveipilosus är en tvåvingeart som beskrevs av Ricardo 1925. Sisyrnodytes niveipilosus ingår i släktet Sisyrnodytes och familjen rovflugor. Inga underarter finns listade i Catalogue of Life.